# Попов Роман Олегович
Роман Олегович Попов (29 червня 1995 року; Миколаїв, Миколаївська область, Україна) — український футболіст, півзахисник.

## Ігрова кар'єра
Вихованець ДЮСШ МФК «Миколаїв», перший тренер — Сергій Леонідович Бурименко. Всього в турнірах ДЮФЛ провів 68 ігор, забив 11 м'ячів.
У дорослому футболі дебютував 22 серпня 2012 року, зігравши 61 хвилину у кубковому матчі «Миколаєва» з друголіговим «Кременем». Дебют футболіста в чемпіонаті відбувся тільки через рік, 11 серпня 2013 року в матчі проти «Авангарда», який Попов провів у віці 18 років 43 дні, ставши наймолодшим футболістом команди, які виходили на поле в сезоні 2013/14. Всього у складі «корабелів» провів 7 матчів у першій лізі і 2 в Кубку України.
У березні 2015 року Попов був заявлений до складу команди вищого дивізіону «Металург» (Запоріжжя). 4 квітня того ж року дебютував у молодіжній команді «металургів», а 30 травня, в останньому турі чемпіонату України 2014/15 — в основному складі у матчі Прем'єр-ліги проти київського «Динамо». 8 грудня 2015 року стало відомо, що Роман разом з низкою інших гравців залишив «Металург» у зв'язку з процесом ліквідації клубу.
У лютому 2016 року підписав контракт із кіровоградською «Зіркою». У складі команди, в 2016 році став чемпіоном Першої ліги України. 16 жовтня 2016 року відзначився першим голом у кар'єрі, забитим у ворота полтавської «Ворскли». Тим не менш, в основний склад потрапляв нечасто і влітку 2017 року залишив команду, повернувшись в «Миколаїв».

## Досягнення
- Переможець Першої ліги України (1): 2015/16